# John Russell, 4. hertug af Bedford
 Der er flere personer med dette navn, se John Russell (flertydig).
John Russell, 4. hertug af Bedford (30. september 1710—16. januar 1771), var en engelsk adelsmand, sønnesøn af William Russell.
Russell, siden 1732 hertug af Bedford, optrådte tidlig som modstander af Robert Walpole og havde siden 1744 næsten uafbrudt en af de højeste embedsstillinger, skønt han (ifølge Salmonsens Konversationsleksikon) i virkeligheden ikke var nogen fremragende mand: første admiralitetslord 1744—48, lordløjtnant i Irland 1756—61, præsident i geheimerådet 1763—65. 1762 sendtes han til Paris som fredsunderhandler og afsluttede næste år freden her. Hans brevveksling blev udgivet 1842—46 i 3 bind.